# Episodi di Hannah Montana (terza stagione)
Qui di seguito la lista degli episodi della terza stagione di Hannah Montana.
| nº | Titolo originale                          | Titolo italiano                      | Prima TV USA     | Prima TV Italia   |
| -- | ----------------------------------------- | ------------------------------------ | ---------------- | ----------------- |
| 1  | He Ain't A Hottie, He's My Brother        | L'amore è cieco                      | 2 novembre 2008  | 27 marzo 2009     |
| 2  | Ready, Set, Don't Drive                   | L'esame della patente                | 9 novembre 2008  | 7 aprile 2009     |
| 3  | Don't Go Breaking My Tooth                | Che paura il dentista!               | 16 novembre 2008 | 31 marzo 2009     |
| 4  | You Never Give Me My Money                | Quando io ero un ragazzo...          | 23 novembre 2008 | 14 aprile 2009    |
| 5  | Killing Me Softly With His Height         | Mai giudicare dalle apparenze        | 14 dicembre 2008 | 21 aprile 2009    |
| 6  | Would I Lie To You, Lilly?                | Quando i desideri si avverano...     | 11 gennaio 2009  | 28 aprile 2009    |
| 7  | You Gotta Lose That Job                   | Indiana Joannie!                     | 16 febbraio 2009 | 12 maggio 2009    |
| 8  | Welcome to the Bungle                     | La fama è fatta di compromessi       | 1º marzo 2009    | 19 maggio 2009    |
| 9  | Papa's Got a Brand New Friend             | Il miglior amico di Robby            | 8 marzo 2009     | 26 maggio 2009    |
| 10 | Cheat It                                  | Imbrogli                             | 15 marzo 2009    | 2 giugno 2009     |
| 11 | Knock Knock Knockin' on Jackson's Head    | Jackson, lo smemorato                | 22 marzo 2009    | 9 giugno 2009     |
| 12 | You Give Lunch a Bad Name                 | Bentornata, nonna Ruthie             | 29 marzo 2009    | 25 agosto 2009    |
| 13 | What I Don't Like About You               | Oliver ama Lilly?                    | 19 aprile 2009   | 17 settembre 2009 |
| 14 | Promma Mia                                | La febbre del ballo                  | 3 maggio 2009    | 24 settembre 2009 |
| 15 | Once, Twice, Three Times Afraidy          | Fidanzato in affitto                 | 17 maggio 2009   | 8 ottobre 2009    |
| 16 | Jake... Another Little Piece of My Heart  | Jake e Traci, oggi sposi             | 7 giugno 2009    | 1º ottobre 2009   |
| 17 | Miley Hurt the Feelings of the Radio Star | Dj per caso                          | 14 giugno 2009   | 12 novembre 2009  |
| 18 | He Could Be The One                       | Indecisione d'amore                  | 5 luglio 2009    | 26 dicembre 2009  |
| 19 | Super(stitious) Girl                      | Il portafortuna di Hannah            | 17 luglio 2009   | 9 ottobre 2009    |
| 20 | I Honestly Love You (No, Not You)         | ...come in quel film con Kate Hudson | 26 luglio 2009   | 19 novembre 2009  |
| 21 | For (Give) a Little Bit                   | Occhio per occhio...                 | 9 agosto 2009    | 26 novembre 2009  |
| 22 | B-B-B-Bad To The Chrome                   | La vecchia Loretta                   | 29 agosto 2009   | 3 dicembre 2009   |
| 23 | Judge Me Tender                           | Il talento di Oliver                 | 18 ottobre 2009  | 21 gennaio 2010   |
| 24 | Can't Get Home To You Girl                | Buon compleanno, Lilly!              | 8 novembre 2009  | 14 gennaio 2010   |
| 25 | Come Fail Away                            | Una nuova sfida per Hannah           | 6 dicembre 2009  | 28 gennaio 2010   |
| 26 | Got To Get Her Out Of My House            | Cercasi lavoro disperatamente        | 10 gennaio 2010  | 4 febbraio 2010   |
| 27 | The Wheel Near My Bed (Keeps On Turnin')  | Compagne di stanza                   | 21 febbraio 2010 | 26 febbraio 2010  |
| 28 | Miley Says Goodbye? Part One & Two        | Addio Malibù?                        | 7 marzo 2010     | 25 marzo 2010     |
| 29 | Miley Says Goodbye? Part One & Two        | Addio Malibù?                        | 14 marzo 2010    | 1º aprile 2010    |

## L'amore è cieco
- Titolo originale: He Ain't A Hottie, He's My Brother
- Diretto da: Rich Correll
- Scritto da: Steven James Meyer

### Trama
Miley sogna Lilly che sta per baciare Jackson. Quando la incontra, lei le rivela che ha davvero una cotta per Jackson, e che sta riflettendo sull'opportunità di uscire insieme. Per mantenerli lontani, Miley le dice che Jackson non è interessato a lei e dice a Jackson che Lilly non è interessata a lui, ma poi ci ripensa e dice ai due la verità. Lilly e Jackson stanno per baciarsi quando Miley si sveglia e si rende conto che l'intera cosa era un sogno. Spaventata chiede alla vera Lilly se è innamorata di Jackson e quest'ultima, con gran sollievo di Miley, risponde di no.
- Guest Star: Leigh-Allyn Baker (Amy Duncan)

- Canzoni: Let's Get Crazy - True Friend - Nobody's Perfect

## L'esame della patente
- Titolo originale: Ready, Set, Don't Drive
- Diretto da: Rich Correll
- Scritto da: Michael Poryes

### Trama
All'esame di guida, Miley si imbatte in un esaminatore disgustoso con cui finisce per litigare. Prima di dire ai compagni di aver fallito l'esame, viene invitata da Amber ed Ashley ad una festa sulla spiaggia, alla quale dovrà portare anche l'auto. Dal momento che chi fallisce l'esame di guida può ripeterlo a distanza di due settimane, Miley decide di andare a sostenere l'esame nelle vesti di Hannah. Ottiene la patente, ma mentre si sta recando alla festa viene fermata dalla polizia per eccesso di velocità e finisce in centrale poiché ha mostrato la patente intestata ad Hannah nelle vesti di Miley. A questo punto la ragazza è costretta a spiegare al poliziotto che quella di Hannah Montana è la sua identità segreta, ma lui non le crede e decide di farla interrogare da sua figlia, la più grande fan di Hannah Montana. La ragazzina pone a Miley svariate domande sulla vita di Hannah e lei non riesce a rispondere. Solo sentendola cantare, la piccola si convincerà che Miley sta dicendo la verità. Ma in quel momento sopraggiunge alla centrale Robby, che per far comprendere alla figlia il suo errore la accompagna alla festa, annunciando a tutti che Miley non è ancora in grado di guidare. Jackson è alle prese con l'invadenza di Rico, ospitato in casa Stewart mentre i suoi genitori sono fuori città.
- Guest Star: Anna Maria Perez de Tagle (Ashley), Shanica Knowles (Amber)

- Canzoni: Rock Star - Best Of Both Worlds

## Che paura il dentista!
- Titolo originale: Don't Go Breaking My Tooth
- Diretto da: Rich Correll
- Scritto da: Jay J. Demopoulos

Hannah si fa male ai denti e deve andare al dentista, ma ha una gran paura: decide di non farsi accompagnare da suo padre perché vuole dimostrargli che ormai è cresciuta.
Intanto, Oliver non ha il coraggio di dire alla sua fidanzata che gli piace la carne e si finge vegetariano.
- Guest Star: Hayley Chase (Joannie Palumbo)

## Quando io ero un ragazzo...
- Titolo originale: You Never Give Me My Money
- Diretto da: Rich Correll
- Scritto da: Andrew Green

### Trama
Miley non riesce più a farsi bastare i soldi della paghetta che il padre le ha appena aumentato. Suo padre le dà 5000 dollari per aprire un conto in banca ma inizialmente non spende nulla perché teme che il padre la stia sottoponendo ad una prova per vedere quanto ci metterà a spenderli tutti, come successe con la carta di credito. Invece Jackson chiede di aumentare il coprifuoco. Il padre lo consente purché lui abbia il suo cellulare con sé. Ma il ragazzo non lo trova più. Alla fine ammettendo l'errore il padre lo fa andare alla festa.
- Canzone: Supergirl

## Mai giudicare dalle apparenze
- Titolo originale: Killing Me Softly With His Height
- Diretto da: Rich Correll
- Scritto da: Steven Peterman

### Trama
Mentre fa shopping di Natale al centro commerciale, Miley conosce Connor, un ragazzo carino ma molto più basso di lei. Miley accetta di uscire con lui ma involontariamente, durante l'incontro, il discorso finisce sempre sulla statura del ragazzo. Accortosi del disagio di Miley, Connor la lascia e Miley, resasi conto dello sbaglio commesso, decide di uscire di nuovo con lui. Nel frattempo Jackson e Robby fanno di tutto per cercare di strappare al loro vicino di casa Dontzig una lettera di riferimento per Jackson, che gli potrà servire per entrare in un college in cui il ragazzo vuole studiare.
- Canzone a cui si riferisce il titolo: Killing Me Softly With His Song di Roberta Flack

## Quando i desideri si avverano...
- Titolo originale: Would I Lie To You, Lilly?
- Diretto da: Shelley Jensen
- Scritto da: Michael Poryes

### Trama
Lilly vorrebbe partecipare alla gita organizzata dalla scuola per andare a Washington, ma non ha i soldi per pagare la quota. Miley si offre di aiutarla ma l'amica è troppo orgogliosa per accettare il suo denaro. Decide di ricorrere ad un mercatino dell'usato, ma i soldi accumulati non bastano. Alla fine è ancora una volta Miley che le viene in aiuto, pagando il padre di un loro compagno di classe per darle i soldi a sua insaputa, tramite la vendita di un cappello dal valore falsamente inestimabile. Scoperto l'inganno, Lilly si arrabbia molto con la sua migliore amica: pur considerandola praticamente una sorella, avrebbe voluto affrontare da sola la situazione per una volta. Faranno pace davanti ad alcuni giornalisti che, essendo da diverse ore in attesa del presidente per una conferenza, pur di pubblicare qualcosa chiedono alle ragazze di raccontare loro l'accaduto. Nel frattempo, Rico ha assunto Sara, la ragazza ambientalista innamorata di Jackson, per farlo impazzire. Anche se questo vorrà dire perdere qualche cliente e ricorrere all'utilizzo di improbabili prodotti di origine ecologica.
- Canzone a cui si riferisce il titolo: Would I Lie To You? di The Eurythimics

## Indiana Joannie!
- Titolo originale: You Gotta Lose That Job
- Diretto da: Shelley Jensen
- Scritto da: Michael Poryes

### Trama
Oliver fa un provino per suonare al ballo della scuola, ma anche se è molto bravo non viene scelto. Intanto Hannah fa un'audizione per il nuovo film "Indiana Joannie" per ottenere il ruolo della protagonista, ma anche se non recita bene le viene concesso un provino con il regista solo perché è una famosa pop star. Oliver è invidioso perché ancora una volta è oscurato dalla bravura di Hannah e l'amica, per non perderlo, sabota il provino comportandosi da diva. Ma il regista capisce la mossa e la sceglie per il ruolo di Indiana Joannie. La ragazza rifiuta e si chiarisce con Oliver. Intanto Jackson è alle prese con un numero da ventriloquo per animare una festa e Rico lo aiuta...

## La fama è fatta di compromessi
- Titolo originale: Welcome to the Bungle
- Diretto da: Rich Correll
- Scritto da: Steven James Meyer

### Trama
Durante una sua apparizione televisiva, Hannah dichiara di detestare le carote, ma dà un cattivo esempio ai bambini che ora, ispirandosi a lei, rifiutano gli ortaggi. Il giorno dopo, per rimediare, Hannah si esibisce nello stesso show vestita da carota, ma quando le viene chiesto quale sia il suo libro preferito, risponde che per motivi di tempo non può leggere molto e che preferisce guardare i film tratti da libri. Siamo di nuovo al punto di partenza: a scuola i bambini chiudono i libri, dicendo di voler aspettare il film come la loro beniamina. Su suggerimento di Jackson e Robby alla fine Hannah spiegherà con saggezza ai suoi fan che non devono ispirarsi a ciò che fa lei o a ciò che piace a lei solo perché è una persona famosa. Bisogna che tutti seguano le proprie passioni e abbiano le proprie preferenze, indipendentemente da quello che fanno o dicono gli altri. 
Intanto, Oliver, Jackson e Rico si contendono il ruolo di fotomodelli per una rivista di incontri: i primi due ottengono il lavoro, ma ben presto capiranno che le loro foto non sono utilizzate nel modo in cui credevano.

## Il miglior amico di Robby
- Titolo originale: Papa's gotta brand a new friend
- Diretto da: Shelley Jensen
- Scritto da: Michael Poryes

### Trama
Durante le prove di una coreografia per i Grammy Awards, Hannah spinge involontariamente Tina, la coreografa, fuori dalla finestra, provocandole numerose fratture. Quindi è costretta a indire un'audizione per trovare il sostituto di Tina. Assumono infine il bravissimo Sean Nanà, che lega subito con Robby Ray. Durante le prove, Sean si rivelerà cinico e fin troppo severo. Hannah quindi dovrà trovare il coraggio di farlo licenziare, pur sapendo che il coreografo è diventato il migliore amico di suo padre.

## Imbrogli
- Titolo originale: Cheat it
- Diretto da: Shelley Jensen
- Scritto da: Michael Poryes

### Trama
Hannah è costretta, per una strategia commerciale, a duettare con un partner odioso, ma davanti ai giornalisti tutto deve sembrare in ordine. Robby, su consiglio di Rico, installa in casa una sauna rivitalizzante, ma non tutto sembra andare per il verso giusto. Jackson deve superare un test di storia molto importante, che gli potrebbe assicurare l'entrata al college: Miley si arrabbia con lui perché come al solito ha intenzione di passare il test pagando per ottenere le risposte. Jackson ammette la disonestà del suo gesto, ma fa notare alla sorella che anche lei mente riguardo al rapporto che c'è con il suo partner per favorire la vendita del suo ultimo disco. Hannah allora, per dare il buon esempio, manda pubblicamente al diavolo il suo collega. Jackson, imperterrito, vuole comunque presentarsi a sostenere il test con le risposte scritte sul braccio. Per impedirglielo Miley, aiutata da Lilly, si fa rinchiudere con lui nella sauna, in modo da farlo sudare e far sparire le risposte scritte ovunque sul suo corpo. In questo modo, Jackson realizzerà di aver comunque memorizzato le lezioni di storia all'atto di ricopiare le risposte sul braccio. Dopo aver faticosamente risolto un problema di funzionamento e scacciato Rico e i suoi amici, Robby può finalmente godersi la sua sauna.

## Jackson, lo smemorato
- Titolo originale: Knock Knock Knockin' on Jackson's Head
- Diretto da: Shelley Jensen
- Scritto da: Michael Poryes

### Trama
Durante un litigio tra Miley e Jackson, una rovinosa caduta provoca a quest'ultimo la totale perdita della memoria. Inizialmente Miley cerca di sfruttare la situazione a suo favore, manipolando i ricordi del fratello, ma ben presto realizzerà che le eccessive attenzioni di Jackson le rendono la vita difficile, specialmente per quanto riguarda i rapporti con i ragazzi. È allora che Miley si pente di ciò che ha fatto, desiderando che il fratello ritorni ad essere quello di sempre, petulante e affettuoso quanto basta. Era proprio questo lo scopo di Robby, che era d'accordo con Jackson nel simulare l'amnesia, per far ricredere la figlia: per quanti difetti abbia, lei rimane comunque la sorella di Jackson, quindi deve sforzarsi e tollerare il suo modo di essere.

## Bentornata, nonna Ruthie
- Titolo originale: You Give Lunch a Bad Name
- Diretto da: Shelley Jensen
- Scritto da: Michael Poryes

### Trama
Robby parte per una tournée con la sua vecchia band, lasciando Miley e Jackson soli in casa. I ragazzi sono entusiasti: già pregustano una serata all'insegna del divertimento, finalmente liberi di non dover rispettare il coprifuoco imposto loro dal padre. Ma quando stanno per uscire arriva in casa Stewart nonna Ruthie, sopraggiunta per accudire i nipoti. Miley e Jackson rinunciano al loro party per tenerle compagnia, ma non è che l'inizio di una difficile convivenza. I ragazzi vengono accompagnati persino a scuola dalla donna che, tra l'altro, li costringe a presentarsi alle lezioni portando gli zaini su ridicoli trolley muniti di campanella, per evitare che il peso dei libri gravi sulla loro schiena. Come se questo non fosse già sufficientemente imbarazzante, di lì a poco la cuoca della scuola viene coinvolta in un'acrobazia scomposta di Jackson e finisce in ospedale. Per rimediare al disastro combinato da suo nipote, Ruthie si offre, per la gioia del preside, di prendere il suo posto; si rivelerà fin troppo dura nei confronti dei poveri studenti, costringendoli a mangiare anche ciò che non gradiscono. A Miley e Jackson non rimane altra scelta: devono farla licenziare, solo così potranno pacare gli animi dei loro amici e difendere la loro reputazione. Non avendo il coraggio di parlarle direttamente, l'idea è quella di contaminare la cucina della scuola con ciocche di capelli e poi mandarci Jackson travestito da ispettore sanitario per una finta ispezione. Ma il calore dei fornelli scioglie la maschera del ragazzo e nonna Ruthie capisce tutto. Pentita, si scusa con i ragazzi per la sua invadenza, dicendo che stava cercando solo un modo per passare più tempo con loro e ottenendone così il perdono. L'episodio si conclude con Rico che riceve la visita di un vero ispettore sanitario, la seconda in pochi giorni, ma credendo che si tratti ancora di Jackson travestito lo scaccia in malo modo, rimediando una multa salatissima.

## Oliver ama Lilly?
- Titolo originale:
- Diretto da:
- Scritto da:

### Trama
Miley parte per girare il film "Indiana Joannie". Durante la sua assenza Lilly e Oliver cominciano a frequentarsi fino a fidanzarsi. Quando Miley torna, viene a sapere la notizia per sbaglio. La ragazza inizialmente si arrabbia, però poi li perdona e decide di farsi raccontare tutti i segreti del loro amore. Lilly e Oliver cominciano a litigare perché ricordano cose diverse riguardo al loro primo appuntamento, così Miley decide di aiutarli seguendo le orme del suo personaggio... "Indiana Joannie". Alla fine Lilly e Oliver tornano insieme. Intanto Jackson decide di andare all'Università di Santa Barbara e chiede un colloquio con un insegnante.

## La febbre del ballo
- Titolo originale: Promma Mia
- Diretto da: Rich Correll
- Scritto da: Heather Wordham

### Trama
Miley vuole farsi invitare al ballo della scuola da Gabe Lamotti, ma lui le dice di essere già stato invitato da un'altra ragazza. Così per compassione accetta l'invito di Aaron, un ragazzo non molto carino ma dolce e sensibile. Quel giorno, però, deve registrare un duetto con il suo collega David Archuleta, e così, nonostante tutto, scarica Aaron. Mentre duetta con David, si sente in colpa per aver deluso Aaron e la sua famiglia, entusiasta per il fatto che il ragazzo abbia trovato una compagna bella come Miley per andare al ballo. Miley allora interrompe il duetto con David per recarsi a casa di Aaron, dove gli chiede scusa e insieme vanno al ballo di fine anno. Robbie Ray fa di tutto per mandare il figlio al college, ma Jackson non vuole neanche sentirne parlare.

## Fidanzato in affitto
- Titolo originale: Once, Twice, Three Times Afraidy
- Diretto da: Shannon Flynn
- Scritto da: Jay J. Demopoulos, Steven James Meyer

### Trama
Oliver e Lilly vogliono che anche Miley sia fidanzata, per cui iniziano a combinarle appuntamenti. Miley, per farla finita, chiede a Traci di prestarle il suo finto ragazzo, Adam, per far credere a Lilly e Oliver di essere fidanzata con lui, e organizza un appuntamento a quattro. Ma Adam, all'ultimo momento, non si presenta e manda il suo amico Ralphie, che è molto, molto diverso da lui, a Oliver e Lilly non sta molto simpatico.

## Jake e Tracy, oggi sposi
- Titolo originale: Jake... Another Little Piece of My Yeart
- Diretto da: Roger S. Christiansen
- Scritto da: Douglas Lieblein

### Trama
A Las Vegas, Hannah scopre che Jake e Tracy sono in procinto di sposarsi. Da quel momento, cerca di distogliere i due ragazzi dall'intento, ma loro anticipano il matrimonio. Disperata, Hannah, si traveste da angelo e cerca di impedire le nozze. Dopo una rovinosa caduta, scopre che era solo uno scherzo televisivo. Lo show di scherzi del quale è vittima Hannah è lo stesso citato in Sonny tra le stelle nell'episodio "Scherzo e contro scherzo". Più tardi, in hotel, lei e Jake si scambiano un bacio per dimostrare che non provano più niente l'uno per l'altra, ma ne restano entrambi elettrizzati.

## Dj per caso
- Titolo originale: Miley Hurt the Feelings of the Radio Star
- Diretto da: Roger S. Christiansen
- Scritto da: Douglas Lieblein

### Trama
Miley e Oliver sostituiscono un dj di un programma radiofonico e vengono assunti. Purtroppo Miley è molto impegnata con Hannah perciò le crea molti problemi perché non ha mai un attimo. Hannah ha un attacco isterico davanti a una telecamera e Miley non vuole più partecipare al programma, ma quando si licenzia scopre di essere già stata licenziata. Intanto Rico vuole ridurre gli affari per non far vendere il chiosco e affida l'incarico a Jackson.

## Indecisione d'amore
- Titolo originale: He Could Be The One
- Diretto da: Rich Correll
- Scritto da: Maria Brown-Gallenberg, Heather Wordham

### Trama
Nella scuola di Miley è tempo del ballo di fine anno e lei è tornata con Jake, ma si frequentano in segreto perché il padre non vuole accettarlo. Quando escono allo scoperto, Robby si infuria con Miley per avergli mentito. Per convincerlo a farla rimanere con Jake, Hannah cerca di uscire col chitarrista della sua band, Jesse, con cui Robby va meno d'accordo che con Jake, ma Robby intuisce tutto. Dopo aver scritto una canzone insieme, Miley si accorge di provare qualcosa per Jesse e non riesce a decidere tra lui e Jake, perché con entrambi ha dei bei momenti ed entrambi vogliono che sia felice. Alla fine, Miley purtroppo segue il suo cuore e sceglie Jake e gli porge una rosa in segno di affetto.
- Note: l'episodio è uno special di 50 minuti, e in alcuni casi viene diviso in due parti

## Il portafortuna di Hannah
- Titolo originale: Super(stitious) Girl
- Diretto da: Roger S. Christiansen
- Scritto da: Douglas Lieblein

### Trama
Hannah Montana sale sulla S.S. Tipton per una crociera che la porterà alle Hawaii dove terrà un concerto. Mentre Cody cerca di farsi regalare due biglietti per portare Bailey al concerto Hannah ha ben altri problemi. Infatti, tormentata dalle fan e costretta a rimanere chiusa nella cabina perde la cavigliera portafortuna regalatale dalla madre il giorno del suo primo concerto e si convince che senza di essa tutto andrà storto. Quando scopre che l'ha ritrovata London cerca di riaverla ma la ragazza, sapendo che si tratta di bigiotteria, la getta in mare. Le cose si complicano quando Hannah perde la parrucca e pensa di tingersi i capelli ma per sbaglio li tinge di verde. Hannah decide di annullare il concerto, ma poi grazie a suo padre (che per fortuna ha una parrucca di riserva) capisce che la sua era solo una sciocca superstizione.
- Nota: questo episodio rappresenta un crossover con la serie Zack e Cody sul ponte di comando, anch'essa trasmessa su Disney Channel

- Canzone: It's all right here

## ...come in quel film con Kate Hudson
- Titolo originale: I Honestly Love You (No, Not You)
- Diretto da:
- Scritto da:

### Trama
Miley sciando si rompe una caviglia e viene ricoverata in ospedale. A letto sotto l'effetto dell'anestesia vive un'esperienza extra corporea, proprio come Kate Hudson in un film. Ad un certo punto Oliver, rimasto solo in stanza con lei le confessa che la ama. Miley tornata a casa non riesce a mantenere il segreto con Lily, la quale, molto triste e seguendo un consiglio dell'amica decide di far ingelosire Oliver baciando un altro. Ma la cosa si ferma in tempo. Quando Oliver aveva confessato a Miley di amarla, si stava allenando per dirlo a Lilly. Lily e Oliver si chiariscono e ritornano insieme.

## Occhio per occhio...
- Titolo originale: For (Give) a Little Bit
- Diretto da: Roger S. Christiansen
- Scritto da: Douglas Lieblein

### Trama
Hannah, durante un collegamento telefonico con una trasmissione radio nazionale, umilia Jackson rivelando alcuni particolari molto personali sul fratello; questo indispettito cerca di vendicarsi. Nella trama parallela Rico chiede aiuto a Robbie per diventare un buon ballerino di musica country per far colpo su una ragazza.

## La vecchia Loretta
- Titolo originale: B-B-B-Bad to the Chrome
- Diretto da: Shannon Flynn
- Scritto da: Jay J. Demopoulos, Steven James Meyer

### Trama
La famiglia Stewart riceve la visita di nonna Ruthie, accompagnata dalla sua vecchissima macchina Loretta. Miley per la sicurezza di sua nonna decide di farle una sorpresa comprandole un'auto nuova. Nonna Ruthie non è contenta del regalo perché la sua vecchia Loretta conteneva tantissimi ricordi della sua vita, il dopobarba del nonno, il sedile sul quale è nato Robbie Ray. Miley decide allora di provare a recuperare la macchina tanto amata dalla nonna. Intanto Oliver lavora da Rico e ha molto successo con i clienti per la sua gentilezza e il buonumore che dura fin quando Lilly si arrabbia con lui per aver dimenticato il loro anniversario di cento giorni. Oliver inizia a trattare male i clienti del chiosco, così Rico scrive una lettera d'amore a Lilly firmata "Olly amorino" per riappacificare i due.

## Il talento di Oliver
- Titolo originale: Judge Me Tender
- Diretto da:
- Scritto da: Jay J. Demopoulos, Steven James Meyer

### Trama
Oliver partecipa al celebre programma American s' Top Talent, dove Hannah fa la giurata. Oliver grazie alle sue doti canore passerà il primo turno e avendo successo tra le ragazze diventerà davvero vanitoso. 
Lilly chiede a Miley di eliminarlo per porre fine al successo tra le sue fan e al suo odioso modo di comportarsi. Nonostante il loro patto, Hannah decide di far passare Oliver alle semifinali per premiare il suo talento, ma a fine programma gli ricorda che nonostante abbia molte ammiratrici, Lilly è la sua ragazza e che negli ultimi giorni l'ha trascurata molto. 
Oliver allora si presenta a casa Stewart per ammettere il suo sbaglio e lui e Lilly fanno pace. Jackson è punito dal padre perché è stato multato e così dovrà pulire la soffitta, ma in seguito sarà Robby Ray ad essere multato e per punizione dovrà pulire anch'esso la soffitta.

## Buon compleanno, Lilly!
- Titolo originale: Can't Get Home To You Girl
- Diretto da: Bob Koherr
- Scritto da: Tom Seeley

### Trama
È il compleanno di Lilly, che decide di passarlo romanticamente con Oliver, ma purtroppo il ragazzo si ammala lasciandola sola. Così lei chiama Miley, in viaggio fuori città, che le promette di tornare il prima possibile e le dice che nel frattempo può aspettare a casa sua con Jackson. Non mancheranno gli imprevisti: l'aereo si guasterà e Miley farà di tutto (anche saltare giù da un aereo) per poter festeggiare con l'amica. Jackson è molto insensibile e, quando è invitato da Rico a una partita, abbandona Lilly. Tuttavia, al suo arrivo, Miley scoprirà che Jackson ha portato Lilly con lui, facendole passare una splendida giornata.

## Una nuova sfida per Hannah
- Titolo originale: Come Fail Away
- Diretto da: Rich Correll
- Scritto da: Douglas Lieblein

### Trama
Hannah è alle prese col doppiaggio di un'oca per un cartone animato e non riesce a trovare una "giusta voce" per il suo personaggio, ma non si arrende e continua ad esercitarsi arrivando addirittura a fare tutto ciò che fa una vera oca. I risultati non sono ottimi ed Hannah si arrende, ma Robby Ray le fa capire che in realtà si è esercitata molto poco e così la figlia riprende ad allenarsi. Quando meno se lo aspetta, Miley riesce a trovare una voce adatta, che tuttavia non è giudicata sufficiente dal direttore del doppiaggio che licenzia Hannah. Rico è alle prese col rinnovamento del suo locale e Jackson è messo in imbarazzo dal padre durante degli appuntamenti con le ragazze. Così gli chiede di non chiamarlo più, ma Robby Ray impara a scrivere gli SMS e quindi assilla il figlio.
- Riferimenti: La gang della foresta (La gang del bosco), Jolt (Bolt), il mio spazio (Myspace), faccia da libro (Facebook) e cinguettio (Twitter).

## Cercasi lavoro disperatamente
- Titolo originale: Got To Get Her Out Of My House
- Diretto da: Rich Corell
- Scritto da: Douglas Lieblein

### Trama
Lilly e Oliver vogliono comprare un'auto e per questo decidono di trovare un lavoro. Inizialmente Lilly trova lavoro in un locale, ma è licenziata, così Miley l'assume come governante a casa sua. Lilly fa un ottimo lavoro ma è troppo precisa, così Miley e Jackson si travestono per farle riavere il suo lavoro nel locale. Le ragazze si incontrano nel locale e si chiariscono: entrambe si sentivano a disagio, così Lilly riprende il suo vecchio lavoro. Intanto, Oliver inizia a lavorare "da Rico", ma lo fa felicemente. Così Rico cerca un modo per farlo deprimere come prima faceva Jackson. Ci riesce alla fine insultando Lilly.

## Compagne di stanza
- Titolo originale: The Wheel Near My Bed (Keeps On Turnin')
- Diretto da: Bob Koherr
- Scritto da: Jay J. Demopoulos e Steven James Meyer

### Trama
La madre di Lilly trova una buona opportunità di lavoro ad Atlanta e per questo deve trasferirsi in Georgia con la figlia; Miley però non vuole perdere la propria amica, così decide di invitarla a vivere presso gli Stewart, ma la convivenza non risulta facilissima.

## Addio Malibù?
- Titolo originale: Miley Says Goodbye? (Part One & Two)
- Diretto da: Rich Correll
- Scritto da: Michael Poryes e Steven Peterman

### Trama
L'episodio inizia quando Miley sogna il suo cavallo, Blue Jeans, che le dice di sentire molto la mancanza della padrona. Così Miley fa portare il suo cavallo a Malibu, ma questo scappa sempre dalla sua stalla per inseguire Miley. Intanto Jackson, esasperato dal fatto di avere ben due donne in casa, decide di andare a vivere da solo, ma l'appartamento in cui Jackson va a vivere, del quale Rico è proprietario, cade a pezzi; tuttavia Jackson non vuole tornare a casa sua, per non essere umiliato. La prima parte del doppio episodio termina con Miley che sogna ancora una volta di parlare col suo cavallo. Questa volta, però, dice alla padrona di non aver mai voluto andare a Malibu, ma di volere che Miley stessa ritorni nel suo paese d'origine; Miley comunica al padre di voler tornare in Tennessee.
Robby Ray accetta la decisione di Miley di tornare in Tennessee e ne è ben contento. Oliver comunica all'amica che ha ricevuto la proposta di un tour da una famosa band che lo terrà lontano da casa per sei mesi: questa è un'occasione irripetibile per il ragazzo, ma in tal modo Lily rimarrà da sola; tuttavia la ragazza capisce i suoi amici. La partenza per il Tennessee è ormai fissata: infatti Robby Ray acquista anche una nuova casa. Tuttavia Miley è insicura, perché la sua decisione fa star male lei e i suoi amici. Allora il padre le dice che in realtà ha comprato un cottage vicino a Malibù, che è tuttavia immerso nella natura e Lily potrà trasferirsi lì con l'amica. Anche Jackson decide di tornare a vivere con la sua famiglia. L'episodio, e quindi la terza serie, si conclude con la scena del trasloco e Miley che saluta la sua casa.